# Nácate
Nacate är en ort i Argentina.   Den ligger i provinsen La Rioja, i den centrala delen av landet, 900 km nordväst om huvudstaden Buenos Aires. Nacate ligger 814 meter över havet och antalet invånare är 450.
Terrängen runt Nacate är kuperad åt nordväst, men åt sydost är den platt. Runt Nacate är det mycket glesbefolkat, med 2 invånare per kvadratkilometer.. Nacate är det största samhället i trakten.
Omgivningarna runt Nacate är i huvudsak ett öppet busklandskap.